# I Hungsil
I Hungsil (hangul: 이흥실, handzsa: 李興實, RR: Lee Heung-sil; Cshangvon, 1961. július 10. –) dél-koreai válogatott labdarúgó, középpályás és edző.

## Pályafutása

### Klubcsapatban
1981 és 1984 között a Hanjang Egyetem labdarúgócsapatában játszott. 1985 és 1992 között a POSCO Atoms játékosa volt, melynek tagjaként három bajnoki címet (1986, 1988, 1992) szerzett. 1993-ban a Wansan Puma csapatát erősítette. 

### A válogatottban
1982 és 1990 között 9 alkalommal játszott a dél-koreai válogatottban. Részt vett az 1990-es világbajnokságon, de nem lépett pályára egyetlen mérkőzésen sem.

## Sikerei, díjai
POSCO Atoms
- Dél-koreai bajnok (3): 1986, 1988, 1992